# Eucalyptus leucophloia
Eucalyptus leucophloia là một loài thực vật có hoa trong Họ Đào kim nương. Loài này được Brooker mô tả khoa học đầu tiên năm 1976.

## Hình ảnh

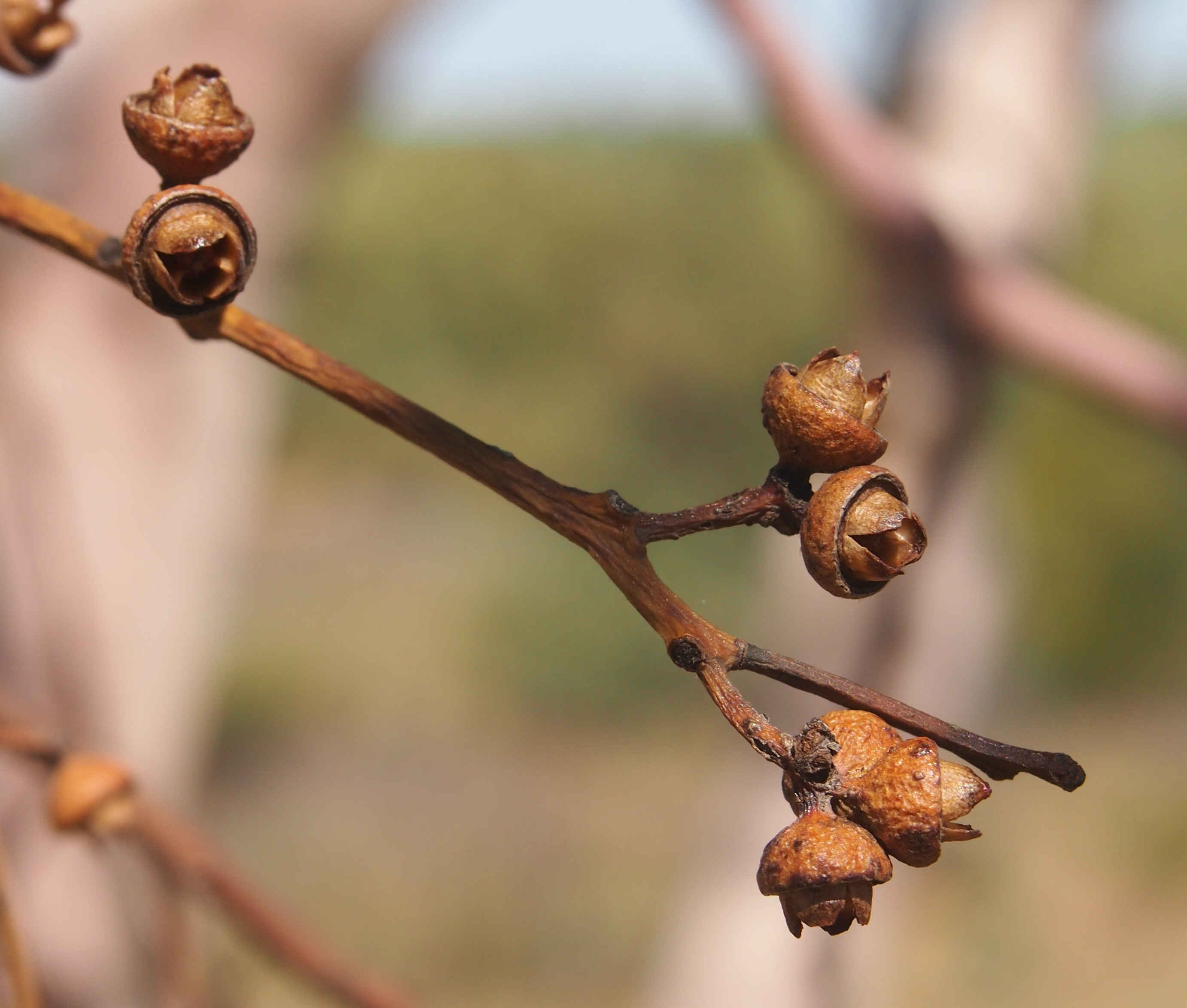
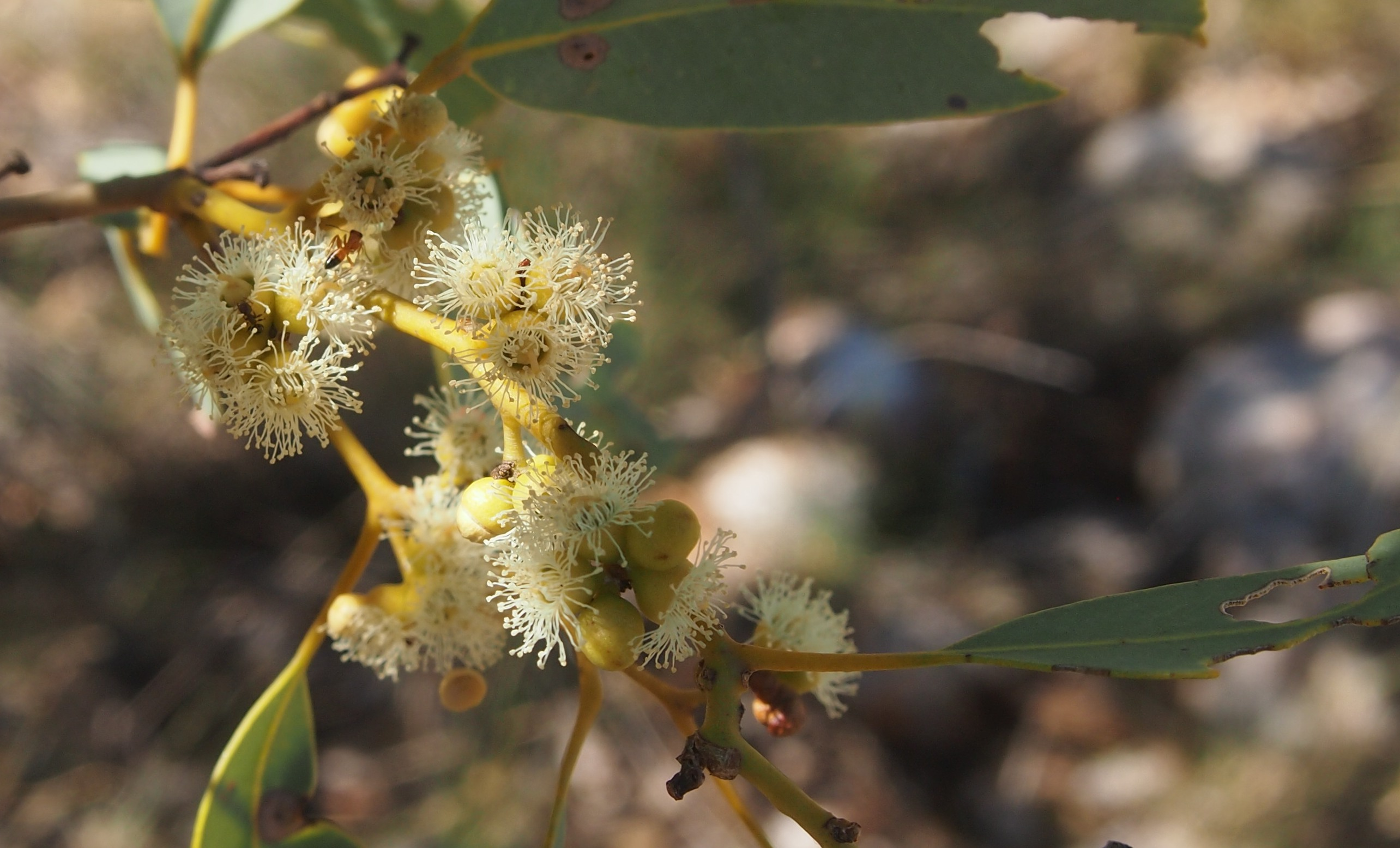
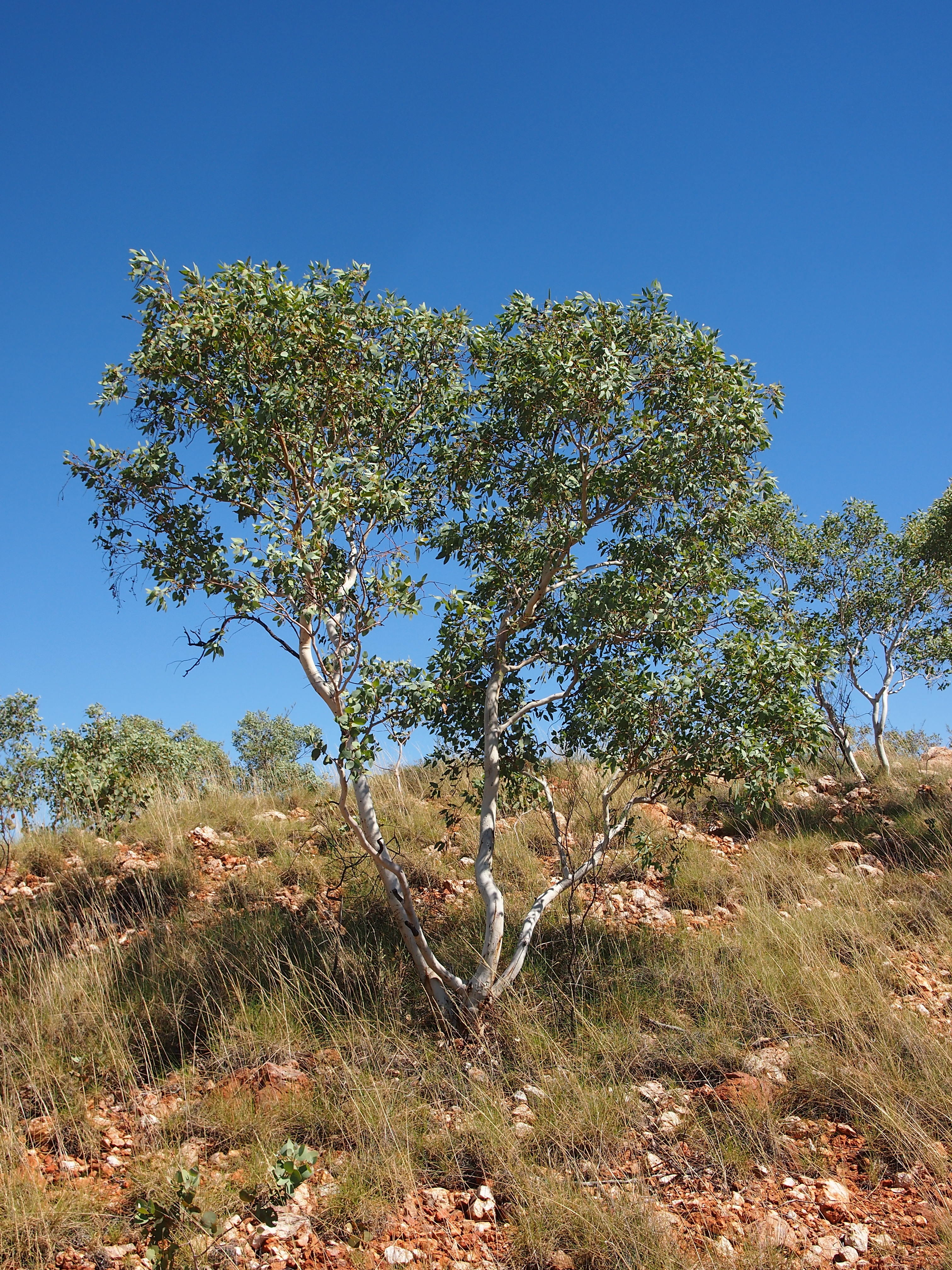